# Mirko Černič
Mirko (Friderik) Černič, slovenski zdravnik kirurg, medicinski terminolog in pisec, * 29. april 1884, Metlika, † 27. julij 1956, Maribor.

## Življenje in delo
Rodil se je v meščanski družini očetu Nikolaju in materi Ani (rojena Nemanič). Černič je obiskoval gimnazijo v Novem mestu, Kranju in Ljubljani, nato s pomočjo Knafljeve štipindije študiral medicino v Gradcu in na Dunaju in bil tam 1911 promoviran. Na Dunaju se je tudi specijaliziral za kirurgijo na kliniki Juliusa Hochenegga. Leta 1913 je bil zdravnik prostovoljec v drugi balkanski vojni in prebil prvo svetovno vojno kot kirurg na ruski in italijanski fronti. Leta 1919 je postal primarij kirurškega oddelka Splošne bolnišnice  Maribor in njen upravnik (1919–1921). Po preureditvi mariborskega kirurškega oddelka se je posvetil travmatologiji in bil med prvimi, ki se je ukvarjal s to panogo na Slovenskem. Do 1928 je opravljal tudi delo porodničarja in ginekologa. Leta 1929 je v Mariboru zgradil sanatorij. V letih 1932 in 1933 je v Ljubljani vodil kirurški oddelek Obče javne bolnišnice. Leta 1941 so ga Nemci izgnali v Srbijo. V času osvobojenega ozemlja v Užicu je 7. oktobra 1941 prevzel vodstvo kirurškega oddelka v okviru stacionarnega zdravljenja bolnikov in ranjencev. Za pomoč sta mu bila kot prostovoljca dodeljena bolničarka Marija Černič in študent medicine Milko Škofič. 1943 se je vrnil v Belo krajino in odšel v partizane. Po osvoboditvi je bil do upokojitve 1948 delegat Ministrstva za narodno zdravje Ljudske republike Slovenije v Splošni bolnišnici Maribor.
Černič je sodeloval povsod tam, kjer je bilo ogroženo slovenstvo. Bil je med pobudniki za ustanovitev slovenske univerze v Ljubljani in eden od pionirjev slovenske zdravstvene besede. V letih 1946–1947 je o tem honorarno predaval na ljubljanski Medicinski fakulteti. V knjigah in časopisih je objavil vrsto medicinskih in jezikovnih prispevkov.